# Каваида, Нацуми
Нацуми Каваида (яп. 川井田 夏海 Каваида Нацуми, род. 18 февраля 1996 года, префектура Айти, Япония) — японская сэйю.

## Биография
Нацуми Каваида родилась 18 февраля 1996 года в префектуре Айти. В 2009 году сыграла роль девочки-сироты Пеппер в постановке мюзикла «Энни». Впервые узнала об работе сэйю после прослушивания песен персонажей из аниме. Ещё со школьной поры Каваида любила аниме, актёрское мастерство и пение; благодаря этим увлечениям она и решила стать сэйю. В марте 2014 года (на третьем году учёбы в старшей школе) приняла участие во втором Всеяпонском конкурсе сэйю «Seiyu Tamashi» (яп. 全日本声優コンテスト「声優魂」 Дзэннихон сэйю: контэсуто «Сэйю: тамасий», «Душа сэйю»), спонсируемом Международной ассоциацией подготовки сэйю (яп. 一般社団法人国際声優育成協会 Иппан сяданхо:дзин кокусай сэйю: икусэй кё:кай), и выиграла на пару с Араси Нисихатой премию за выдающееся достижение. Начала карьеру сэйю в 2017 году после посещения мастер-класса агентства талантов Intention. Её дебютной работой стала небольшая роль безымянной ученицы в аниме-сериале KiraKira Precure A La Mode (2017—2018). В сентябре этого же года заключила контракт с Intention.
В аниме-сериале Diary of Our Days at the Breakwater (2020) Каваида озвучила Нацуми Ходаку, одну из четырёх главных героинь, и совместно с Канон Такао, Ю Сасахарой и Сатоми Акэсакой исполнила две музыкальные темы: открывающую «Sea Horizon» и закрывающую «Tsuri no Sekai e» (яп. 釣りの世界へ Цури но сэкаи э, «К миру рыбной ловли»). В начале октября 2020 года получила роль Асами Юки в Higehiro: After Being Rejected, I Shaved and Took In a High School Runaway (2021). В 2022 году озвучила Докудами в In the Heart of Kunoichi Tsubaki и Руфурию в RPG Real Estate. Среди других главных и основных ролей Каваиды: Акино в полнометражном аниме-фильме The Concierge at Hokkyoku Department Store (2023), Химари Момоти в аниме-сериале The Demon Prince of Momochi House (2024) и Силк в I Left My A-Rank Party to Help My Former Students Reach the Dungeon Depths! (2025).

## Избранная фильмография

### Аниме-сериалы
2018
- Hug! PreCure — Могумогу, тиби-версия Хари

2019
- Ahiru no Sora — Сати Фунакоси
- The Magnificent Kotobuki — Синди[16]
- Wasteful Days of High School Girls — Удзумаки

2020
- A Destructive God Sits Next to Me — Ханатори (в детстве)
- Diary of Our Days at the Breakwater — Нацуми Ходака[8]
- Fushigi Dagashiya Zenitendo — Юка Хирота
- Love Live! Nijigasaki High School Idol Club — Асаки
- Mewkledreamy — Хасэгава

2021
- Fena: Pirate Princess — Юкимару Санада (в детстве)
- Higehiro: After Being Rejected, I Shaved and Took In a High School Runaway — Асами Юки[10]
- Laid-Back Camp (второй сезон) — Хирото Итиномия
- Mars Red — Ё
- Mewkledreamy (продолжение) — Суама Сиратама
- Mewkledreamy Mix! — Суама Сиратама
- Taisho Otome Fairy Tale — Синъю
- «Магическая битва» — Норитоси Камо (в детстве)

2022
- Bibliophile Princess — Паоло
- Fantasia Sango: Realm of Legends — Оки (в детстве)
- In the Heart of Kunoichi Tsubaki — Докудами[11]
- Love Live! Nijigasaki High School Idol Club (второй сезон) — Асаки
- Requiem of the Rose King — Генрих VI (в детстве)
- RPG Real Estate — Руфурия[12]
- Urusei Yatsura — Хитоми

2023
- Kusuriya no Hitorigoto — Фую, придворные дамы, служанка
- Mobile Suit Gundam: The Witch from Mercury — Сития[17]
- Sacrificial Princess and the King of Beasts — Болас
- Shy — Ревозейлм
- Sousou no Frieren — Зайн (в детстве)
- Stardust Telepath — Отонэ Тэруя
- The Dangers in My Heart — Мику
- The Marginal Service — Ноа Стокс (в детстве)

2024
- Atri: My Dear Moments — Саки
- Beyblade X — Прис и Приссе Мандзю
- Bottom-tier Character Tomozaki 2nd Stage — Миюки Хирабаяси
- I’ll Become a Villainess Who Goes Down in History — Марика
- Jellyfish Can’t Swim in the Night — Эми
- Mysterious Disappearances — Сираи
- Ninja Kamui — Дзай (в детстве), Рэн (в детстве), следовательница
- The Demon Prince of Momochi House — Химари Момоти[14]
- Tower of God (второй сезон) — Косукэ (в детстве)
- Train to the End of the World — Даркидзумитэ
- Urusei Yatsura (второй сезон) — Хитоми
- «Ворон хозяина не выбирает» — Вакамия (в детстве)

2025
- Anyway, I’m Falling in Love with You — Мэг Кавагути
- I Left My A-Rank Party to Help My Former Students Reach the Dungeon Depths! — Силк[15], Селфи-тян[18]

2026
- Mao — Нанока Киба[19]

### Аниме-фильмы
- 2023 — The Concierge at Hokkyoku Department Store — Акино[13]
- 2024 — Kuramerukagari — Сасара[20]

### ONA
- 2022 — JoJo’s Bizarre Adventure: Stone Ocean — козлёнок B
- 2022 — Spriggan — Яёй Окабэ
- 2022 — Tiger & Bunny 2 — Дэниел
- 2024 — Dead Dead Demon’s Dededede Destruction — Хако Симода

### Компьютерные игры
- 2018 — Tokimeki Idol — Нацуми Кавагути[21]
- 2020 — Eshigami no Kizuna — граф Дракула[22]
- 2020 — Grisaia: Chronos Rebellion — Кагомэ[23]
- 2021 — Dragon Quest X — Мерил
- 2022 — Kantai Collection — кайбокан «Укуру», кайбокан № 22, Langley, Salmon
- 2022 — Kirara Fantasia — Руфурия[24]
- 2022 — Love Live! School Idol Festival All Stars — Асаки
- 2024 — Romancing SaGa 2: Revenge of the Seven — Фатима[25], Лайза